# Chimie de synthèse
 (octobre 2024).
Si vous disposez d'ouvrages ou d'articles de référence ou si vous connaissez des sites web de qualité traitant du thème abordé ici, merci de compléter l'article en donnant les références utiles à sa vérifiabilité et en les liant à la section « Notes et références ».
La chimie de synthèse est la branche de la chimie qui regroupe les opérations consistant non seulement à analyser ou isoler des composés chimiques, mais également à en faire la synthèse.